# فريمونت وود
فريمونت وود (بالإنجليزية: Fremont Wood)‏ هو محامي وقاضي أمريكي، ولد في 11 يوليو 1856 في Winthrop, Maine ‏ في الولايات المتحدة، وتوفي في 22 ديسمبر 1940 في بويسي في الولايات المتحدة.